# Kaiserschützen

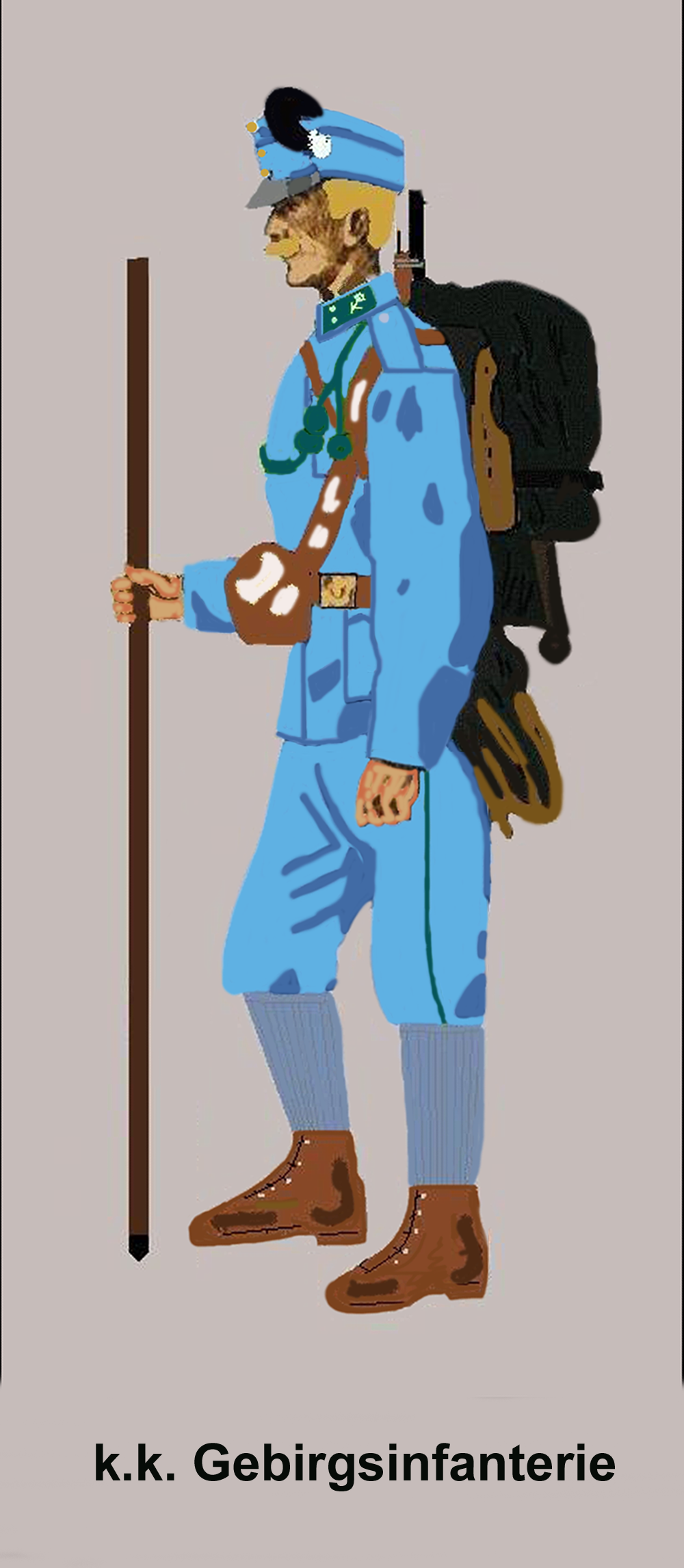
Uniforme do Kaiserschützen'.

k.k. Landesschützen (literalmente: atiradores Imperiais-Reais [k.k.] do país) - a partir de 16 de janeiro de 1917 Kaiserschützen (literal: rifles imperiais) - foram três regimentos de infantaria de montanha da Áustria-Hungria durante a kaiserliche und königliche Monarchie (literal: monarquia k.u.k.).